# Boulangerie Anatole
La Boulangerie Anatole  est un monument historique de Guyane situé dans la ville de Cayenne.
Le site est inscrit monument historique par arrêté du 31 août 1995.